# Trofeo Zerneri Acciai 2015
Trofeo Zerneri Acciai 2015 – 28. edycja zawodów lekkoatletycznych w wielobojach, które odbyły się 15 i 16 maja we włoskiej Florencji. Impreza była kolejną z cyklu IAAF Combined Events Challenge w sezonie 2015. 

## Rezultaty
| Konkurencja:           | 1. miejsce      | Rezultat     | 2. miejsce              | Rezultat  | 3. miejsce      | Rezultat     |
| Dziesięciobój mężczyzn | Paweł Wiesiołek | 7863 pkt. PB | Liam Ramsay             | 7752 pkt. | Simone Cairoli  | 7611 pkt. PB |
| Siedmiobój kobiet      | Sofia Yfantidu  | 5900 pkt.    | Kaciaryna Niecwiatajewa | 5806 pkt. | Uhunoma Osazuwa | 5794 pkt.    |